# Aliados ocidentais

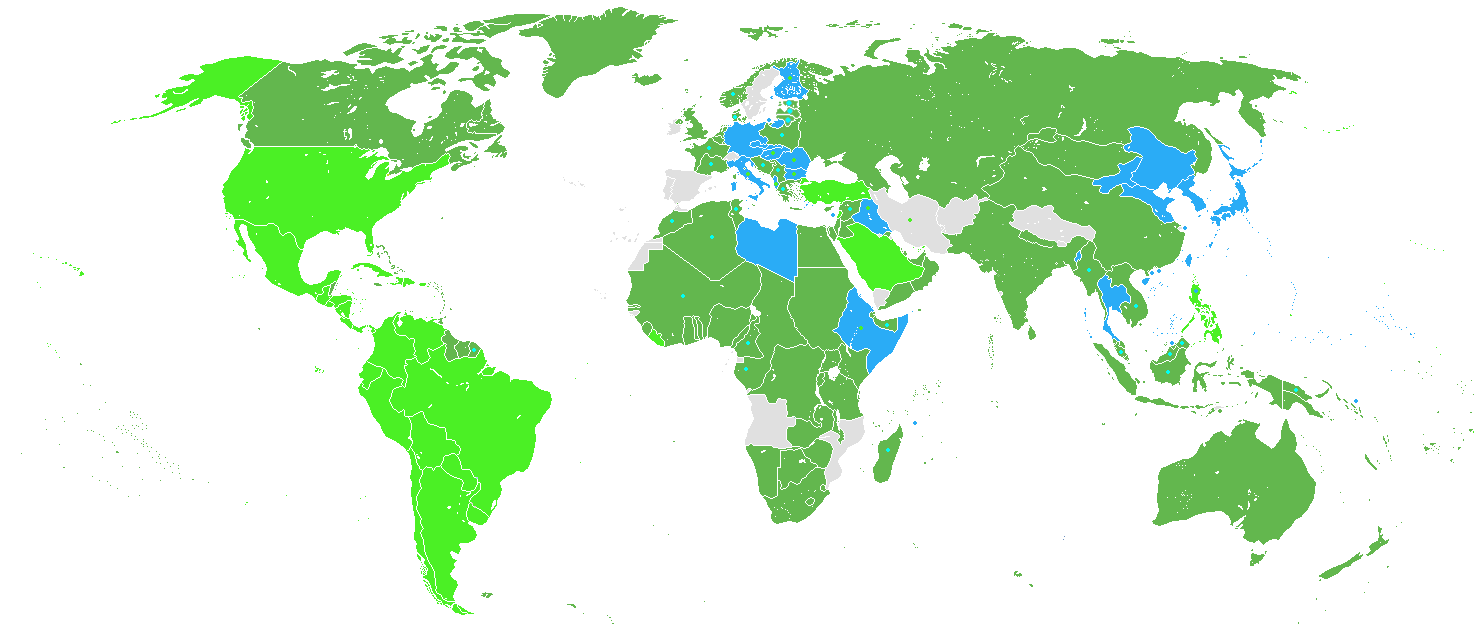
Atlas da Segunda Guerra Mundial.

O termo Aliados Ocidentais é usado históricamente para referenciar um grupo de nações do mundo ocidental que participaram da primeira e da segunda guerras mundiais e também da Guerra Fria.

## Primeira Guerra Mundial
Neste caso as nações constituintes da aliança foram: França e Grã-Bretanha, a partir de 1914. Os demais países (como Itália, Estados Unidos e Portugal), entraram na aliança durante o desenrolar do conflito.

## Segunda Guerra Mundial
Neste caso inclui as nações aliadas militarmente com a União Soviética, mas não alinhadas ideologicamente, contra as Potências do Eixo. Na aceção mais restrita, apenas inclui os Estados Unidos e o Reino Unido. Apenas neste sentido, a França fica excluída ao ter sido ocupada pela Alemanha Nazi em 1940. Além das nações aliadas da Europa Ocidental, também se podem incluir estados como a Polónia ou a Checoslováquia, que embora estivessem geograficamente na Europa Oriental ou Europa Central, praticaram mesmo que por pouco tempo sistemas de governo democráticos similares aos das nações ocidentais. Também se incluem nações que formavam parte do Império Britânico, como o Canadá ou a Austrália.

## Guerra Fria
No início da Guerra Fria o termo continuou a ser utilizado principalmente para fazer alusão à França, Reino Unido e Estados Unidos. Eventualmente integrou os estados membros da OTAN, mas posteriormente caiu em desuso.